# Szaharov-díj

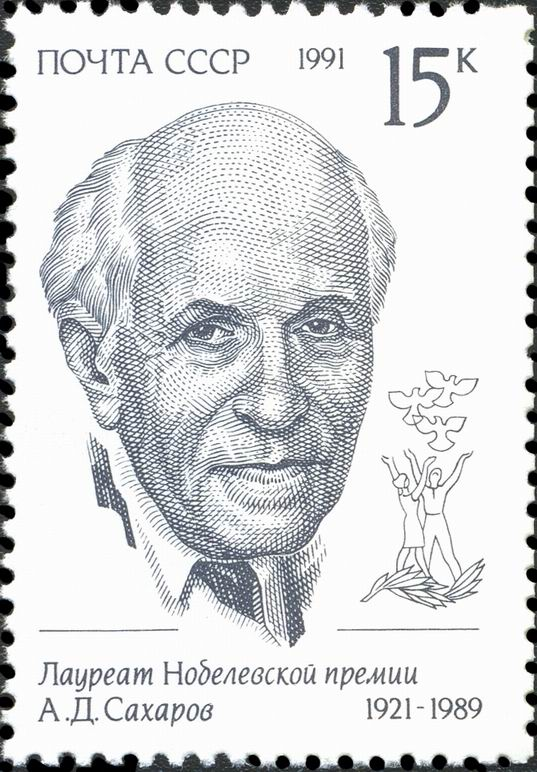
Andrej Dmitrijevics Szaharov, a díj névadója szovjet bélyegen

A Szaharov-díjat az Európai Parlament 1988-ban alapította és évente ítéli oda az emberi jogok védelméért és a gondolatszabadságért. A díj névadója Andrej Dmitrijevics Szaharov, az 1975. évi Nobel-békedíj kitüntetettje.

## A díj ismertetése
A díjat az intolerancia, a fanatizmus és az elnyomás ellen harcoló kivételes személyiségek, csoportok vagy szervezetek nyerhetik el, nemzeti hovatartozástól és a tevékenység helyétől függetlenül.
A szervezet az emberi jogok és alapvető szabadságok védelme; a kisebbségi jogok védelme; a nemzetközi jog tiszteletben tartása; a demokrácia és a jogállamiság fejlesztése terén elért eredményeket jutalmazza.
A díjat a decemberi plenáris ülésszak során Strasbourgban, ünnepélyes ülés keretében az Európai Parlament elnöke adja át. Az átadás időpontja megegyezik azzal a nappal, amelyen 1948-ban az ENSZ Emberi Jogok Egyetemes Nyilatkozatát aláírták.

A nyertes oklevelet és 50 000 euró összegű pénzjutalmat kap.

## A díjazottak listája
- 2024: María Corina Machado és Edmundo González Urrutia, venezuelai ellenzéki politikusok[1]
- 2023: Mahsza Zsiná Amíni iráni kurd nő, akit azért gyilkoltak meg, mert tiltakozott a kötelező hidzsab ellen, és az iráni „Nő, Élet, Szabadság“ mozgalom[2]
- 2022: Az ukrán nép[3]
- 2021: Alekszej Navalnij bebörtönzött orosz ellenzéki politikus[4]
- 2020: A fehérorosz demokratikus ellenzék[5]
- 2019: Ilham Tohti, a kínai ujgur kisebbség jogaiért küzdő ujgur közgazdász
- 2018: Oleh Hennagyijovics Szencov Oroszországban bebörtönzött ukrán filmrendező[6]
- 2017: A venezuelai demokratikus ellenzék és politikai foglyok[7]
- 2016: Nádia Murád Beszi Taha és Lámija Adzsii Bassár (Irak) jazidi emberi jogi aktivisták, egy vallási kisebbség képviselői, az Iszlám Állam szexuális rabszolgatartásának túlélői[8][9]
- 2015: Ráif Badavi (Szaúd-Arábia) fiatal blogíró, a véleménynyilvánítás szabadságát védelmező, nézeteiért börtönbüntetést és korbácsolást szenvedett aktivista[10]
- 2014: Denis Mukwege kongói nőgyógyász az erőszak áldozatainak kezeléséért[11]
- 2013: Malála Júszafzai 16 éves pakisztáni diáklány a lányok oktatáshoz való jogáért küzdelméért
- 2012: Naszrin Szotudh jogász és Dzsafar Panahi filmrendező (mindketten: Irán)[12]
- 2011: Aszma Mahfuz (Egyiptom), Ahmed al-Zubair Ahmed al-Szanuszi (Líbia), Razan Zaituneh (Szíria), Ali Farzat (Szíria) és Mohamed Buazizi (posztumusz, Tunézia) – az „arab tavasz” öt kiemelkedő személyisége
- 2010: Guillermo Fariñas (Kuba)
- 2009: Memorial Társaság (Oroszország)
- 2008: Hu Csia (Kína)
- 2007: Szalih Mahmúd Oszman (Szudán)
- 2006: Alekszandar Milinkevics (Fehéroroszország)
- 2005: „Nők fehérben” (Kuba), a Riporterek határok nélkül és Hauwa Ibrahim (Nigéria)
- 2004: A Belarusz Újságírószövetség, elnöke Zsanna Litvina
- 2003: Az ENSZ és főtitkára, Kofi Annan
- 2002: Oswaldo José Payá Sardiñas (Kuba)
- 2001: Izzat Ghazzawi (Palesztina), Nurit Peled-Elhanan (Izrael) et Dom Zacarias Kamwenho (Angola)
- 2000: ¡ Basta Ya ! (Spanyolország)
- 1999: José Alejandro 'Xanana' Gusmão (Kelet-Timor)
- 1998: Ibrahim Rugova (Jugoszlávia)
- 1997: Salima Ghezali (Algéria)
- 1996: Wei Jingsheng (Kína)
- 1995: Líela Zana (Törökország)
- 1994: Taslima Nasreen (Banglades)
- 1993: Oslobodjenje (hírlap, Bosznia-Hercegovina)
- 1992: Las Madres de la Plaza de Mayo (Argentína)
- 1991: Adem Demaçi (Jugoszlávia)
- 1990: Aun Szan Szu Kji (Mianmar) (Az Európai Parlament a díját 2020. szeptember 11-én visszavonta.)[13]
- 1989: Alexander Dubček (Csehszlovákia)
- 1988: Nelson Mandela (Dél-Afrika) és Anatolij Marcsenko (Ukrajna, Szovjetunió) (posztumusz)